# 左丞祖
左丞祖（？—？），一作左承祖，孔融幕僚。曾任治中。

## 生平
左丞祖有謀略，勸孔融選擇曹操或袁紹一個較大的勢力作為依靠，孔融知道袁紹、曹操圖謀漢室，不想同流合汙，於是殺害左丞祖，劉義遜因此棄孔融而去。